# Chet Mason
Chester S. Mason, detto Chet (Cleveland, 25 aprile 1981), è un ex cestista statunitense, professionista nella NBDL, in Europa e in Asia.

## Palmarès

### Individuale
- MVP Lega Adriatica: 1

Široki: 2009-10